# 桜ヶ丘駅
桜ヶ丘駅（さくらがおかえき）は、神奈川県大和市福田にある、小田急電鉄江ノ島線の駅である。駅番号はOE 06。

## 歴史

### 年表
- 1952年（昭和27年）11月25日：開設。
- 1978年（昭和53年）3月19日：橋上駅舎・東西自由通路使用開始。

### 駅名の由来
付近に「桜株」という地名があり、駅周辺に桜の名所が多かったことから、「桜ヶ丘」と名付けられる。「桜株」にしなかったのは、駅の開業前に桜株の踏切（通称、中原街道との踏切（現・桜ヶ丘1号踏切））で踏切事故があり、イメージが悪かったためである。

## 駅構造
相対式ホーム2面2線を有する地上駅。橋上駅舎を備える。駅構内の柱や壁の多くが桜色で彩色されている（画像参照）。
上りホーム脇に保線基地があり、保線用車両が留置されている。
2012年（平成24年）8月に、行先案内表示器が新設された。

### のりば
| ホーム | 路線     | 方向 | 行先                          |
| ------ | -------- | ---- | ----------------------------- |
| 1      | 江ノ島線 | 下り | 藤沢・片瀬江ノ島方面          |
| 2      | 江ノ島線 | 上り | 相模大野・新宿・ 千代田線方面 |

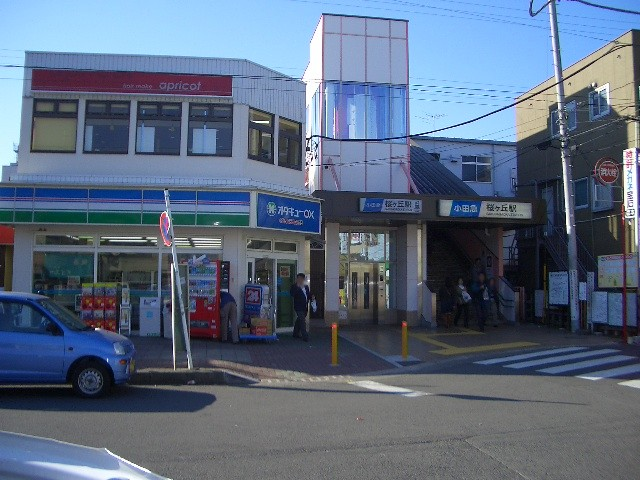
東口（2004年11月27日撮影）
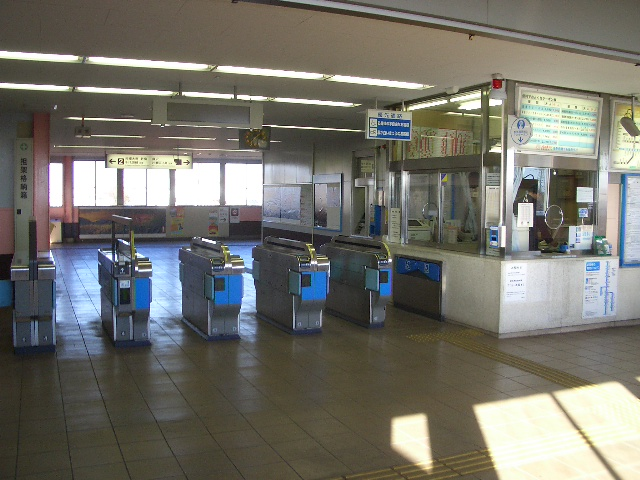
改札口（2004年11月27日撮影）
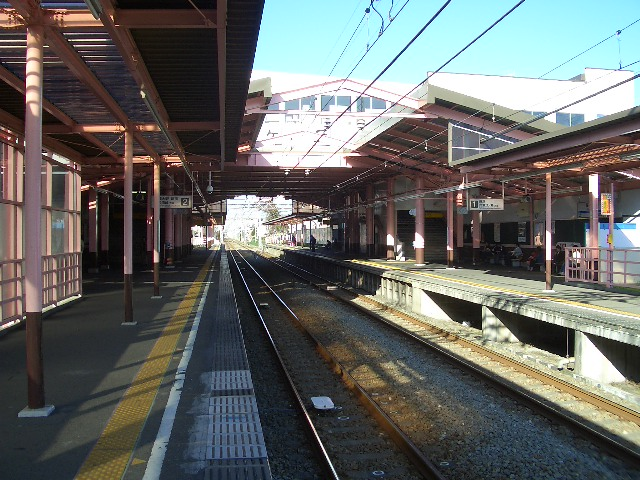
2番ホーム藤沢方から相模大野方を望む（2004年11月27日撮影）

## 利用状況
2024年度（令和6年度）の1日平均乗降人員は18,849人である（小田急線全70駅中51位）。
近年の乗降・乗車人員の推移は下表の通り。
| 年度               | 1日平均 乗降人員 | 1日平均 乗車人員 | 出典                |
| ------------------ | ---------------- | ---------------- | ------------------- |
| 1995年（平成07年） |                  | 12,140           | [ 神奈川県統計 1 ]  |
| 1998年（平成10年） |                  | 11,244           | [ 神奈川県統計 2 ]  |
| 1999年（平成11年） |                  | 10,852           | [ 神奈川県統計 3 ]  |
| 2000年（平成12年） |                  | 10,606           | [ 神奈川県統計 3 ]  |
| 2001年（平成13年） |                  | 10,420           | [ 神奈川県統計 4 ]  |
| 2002年（平成14年） | 19,338           | 10,163           | [ 神奈川県統計 5 ]  |
| 2003年（平成15年） | 19,550           | 10,297           | [ 神奈川県統計 6 ]  |
| 2004年（平成16年） | 20,776           | 10,356           | [ 神奈川県統計 7 ]  |
| 2005年（平成17年） | 20,848           | 10,404           | [ 神奈川県統計 8 ]  |
| 2006年（平成18年） | 20,912           | 10,451           | [ 神奈川県統計 9 ]  |
| 2007年（平成19年） | 20,913           | 10,515           | [ 神奈川県統計 10 ] |
| 2008年（平成20年） | 20,891           | 10,490           | [ 神奈川県統計 11 ] |
| 2009年（平成21年） | 20,316           | 10,186           | [ 神奈川県統計 12 ] |
| 2010年（平成22年） | 20,279           | 10,163           | [ 神奈川県統計 13 ] |
| 2011年（平成23年） | 19,870           | 9,941            | [ 神奈川県統計 14 ] |
| 2012年（平成24年） | 20,308           | 10,173           | [ 神奈川県統計 15 ] |
| 2013年（平成25年） | 20,749           | 10,390           | [ 神奈川県統計 16 ] |
| 2014年（平成26年） | 20,491           | 10,266           | [ 神奈川県統計 17 ] |
| 2015年（平成27年） | 20,602           | 10,336           | [ 神奈川県統計 18 ] |
| 2016年（平成28年） | 20,519           | 10,273           | [ 神奈川県統計 19 ] |
| 2017年（平成29年） | 20,608           | 10,317           | [ 神奈川県統計 20 ] |
| 2018年（平成30年） | 20,606           | 10,285           | [ 神奈川県統計 21 ] |
| 2019年（令和元年） | 20,242           | 10,098           | [ 神奈川県統計 22 ] |
| 2020年（令和02年） | 15,870           | 7,944            | [ 神奈川県統計 23 ] |
| 2021年（令和03年） | 16,965           | 8,491            | [ 神奈川県統計 24 ] |
| 2022年（令和04年） | 18,281           |                  |                     |
| 2023年（令和05年） | 18,618           |                  |                     |
| 2024年（令和06年） | 18,849           |                  |                     |

## 駅周辺
- 在日米軍厚木飛行場
- 国道467号
- 神奈川県道45号丸子中山茅ヶ崎線（中原街道）
- 大和市役所桜ヶ丘連絡所
- 引地台公園
  - 大和スタジアム（副名称・ドカベンスタジアム）
  - 引地台温水プール
- 大和桜ヶ丘郵便局
- 大和柳橋郵便局
- 大和福田郵便局
- 横浜南瀬谷一郵便局
- 大和市立桜丘小学校
- 大和市立上和田中学校
- 神奈川県立大和南高等学校
- ニュータウン南瀬谷
- 横浜市立瀬谷さくら小学校
- 横浜市立下瀬谷中学校
- 県営下瀬谷団地
- 日向山団地
- 神奈川県立横浜ひなたやま支援学校
- いなげや
- ビッグ・エー
- 西松屋
- サイゼリヤ神奈川工場

### バス路線
以下の路線が運行されている。以前は平塚駅や茅ケ崎駅までの路線も存在していた。
当駅を表す系統記号として、『桜』ではなく『丘』が付されているが、これは神奈中も乗り入れる京王バスのターミナル聖蹟桜ヶ丘駅の『桜』との重複を避けたものである。
桜 ヶ丘駅西口
- 神奈川中央交通
  - <丘01> 綾瀬車庫行
  - <長33> 長後駅西口行
  - <間17> 鶴間駅東口行
- 大和市コミュニティバス「のろっと」
  - <南部ルート> 大和駅方面・高座渋谷駅方面

桜ヶ丘駅東口
- 大和市コミュニティバス「やまとんGO」
  - <桜ヶ丘地域ルート> 右回り・左回り

桜株（東口・国道467号上）
- 神奈川中央交通
  - <間16> 鶴間駅東口行
  - <和03・和06> 大和駅行
  - <間16・和03> 上和田団地行

### タクシー
神奈川都市交通車両が常駐している。

## 隣の駅
小田急電鉄
 江ノ島線

■快速急行・■急行
通過
■各駅停車
大和駅 (OE 05) - 桜ヶ丘駅 (OE 06) - 高座渋谷駅 (OE 07)